# Євген Густман
Євген Густман (англ. Eugene Goostman) — віртуальний співрозмовник, що вперше зумів пройти тест Тюрінга. Був створений групою з трьох програмістів: Володимира Веселова (родом з Росії), Євгенія Демченка (родом з України) та Сергія Уласеня (родом з Росії). Розробка програми була розпочата в Санкт-Петербурзі в 2001 році. Щоб характер і знання Густмана здавалися більш правдоподібними, він представляється користувачам 13-річним українським хлопчиком з Одеси.
Євген Густман з моменту його створення брав участь у ряді змагань на проходження тесту Тюрінга і кілька разів займав друге місце в змаганні на премію Лебнера. У червні 2012 року Густман виграв змагання на честь 100-річчя Алана Тюрінга, зумівши переконати 29% суддів, що він людина. 7 червня 2014 року, на конкурсі, присвяченому 60-річчю з дня смерті Тюрінга, Густман переконав 33% суддів, що він людина, і став першим в історії комп'ютером, що пройшов тест Тюрінга.